# Giovanni Guidetti
Giovanni Guidetti (Modena, 20 settembre 1972) è un allenatore di pallavolo italiano, tecnico del VakıfBank e CT della nazionale canadese femminile.

## Biografia
Proviene da una famiglia di allenatori: è infatti figlio di Adriano Guidetti, nipote di Gian Paolo Guidetti e cugino di Ettore Guidetti). 
Sposato con la pallavolista turca Bahar Toksoy, la coppia ha una figlia, Alison Yaz.

## Carriera
L'approccio alla carriera da allenatore per Giovanni Guidetti inizia sin da ragazzo, quando per la società sportiva Libertas Fiorano, con sede a Fiorano Modenese, allena i bambini ed i ragazzi sino alla squadra U14.
La carriera professionistica inizia nel campionato 1994-95, quando siede sulla panchina del Volley 2000 Spezzano come vice allenatore; dopo due stagioni, nel 1996 viene promosso a primo allenatore ottenendo immediatamente una promozione in serie A1. Al suo esordio nella massima serie raggiunge il quinto posto in regular season, conquistando quindi la possibilità di disputare i play-off, dove viene eliminato in semifinale dalla Pallavolo Reggio Emilia. Nel 2000 decide di intraprendere un'avventura negli Stati Uniti d'America allenando nella United States Professional Volleyball.
Nella stagione 2001-02 decide di ritornare ad allenare in Italia nel Joy Volley Vicenza, dove chiude la regular season al settimo posto, venendo ammesso ai play-off dove viene eliminato ancora una volta in semifinale, stavolta per mano dell'Asystel Volley. La seconda stagione non è altrettanto fortunata: nel novembre 2002 viene infatti esonerato e sostituito da Giuseppe Cuccarini, ma nel gennaio 2003 viene chiamato dalla Pallavolo Reggio Emilia per sostituire Claudio Casadio, concludendo il campionato con il raggiungimento della salvezza. Nel 2003 diventa inoltre il nuovo allenatore della nazionale bulgara che guida al campionato europeo in Turchia, ottenendo un settimo posto.
Nell'annata 2003-04 viene ingaggiato dal Volley Modena con cui raggiunge i play-off, ma viene eliminato di nuovo in semifinale dall'Asystel Volley, quindi per la stagione successiva si accorda con il Chieri Volley: alla guida della formazione piemontese ottiene il quinto posto in regular season, venendo tuttavia nuovamente eliminato in semifinale play-off, stavolta dal Volley Bergamo, mentre in campo europeo arriva uno storico successo nella Top Teams Cup. I due campionati successivi si dimostrano più avari di successi: in entrambi i casi la corsa di Chieri nei play-off si interrompe nei quarti di finale (contro l'Asystel Volley nel 2005-06, contro la Robursport Volley Pesaro nel 2006-07).
Le prestazioni alla guida della squadra torinese gli fruttano nel 2006 la chiamata della nazionale tedesca femminile. La prima parte della sua avventura sulla panchina tedesca è però caratterizzata dalla mancata partecipazione alle Olimpiadi di Pechino e il sesto posto al campionato europeo di Lussemburgo e Belgio. Nel 2008 accetta il doppio incarico allenando il VakıfBank Güneş Sigorta Spor Kulübü (che nel 2011 cambierà denominazione diventando VakıfBank Spor Kulübü), con cui si classifica secondo per due volte nel campionato turco (nel 2010 e nel 2011), perdendo in entrambi i casi con il Fenerbahçe Spor Kulübü; ottiene però la conquista della Champions League 2010-11, che permette alla squadra turca di partecipare anche al campionato mondiale per club dove si classifica seconda, sconfitta in finale dal Rabitə Bakı Voleybol Klubu.
Nel 2011 ottiene con la nazionale tedesca il secondo posto al campionato europeo, sconfitto in finale al tie-break dalla Serbia. Alla Coppa del Mondo 2011 fallisce invece l'immediata qualificazione olimpica classificandosi al sesto posto.
La stagione 2011-12 è più avara di vittorie delle precedenti, sia nel club che in nazionale. Viene infatti sconfitto in finale scudetto dall'Eczacıbaşı Spor Kulübü, che lo elimina anche in semifinale di Coppa di Turchia, mentre in Champions League viene superato dal Racing Club de Cannes nei quarti di finale. Con la selezione tedesca partecipa inoltre alle qualificazioni olimpiche, dove viene sconfitto in semifinale dalla Polonia vedendo così svanire il sogno olimpico.
Nell'annata 2012-13 vince la Coppa di Turchia, la Champions League per la seconda volta e il campionato, concludendo la stagione senza perdere neppure una partita in tutte le competizioni; nell'estate 2013, alla guida della nazionale tedesca, vince nuovamente la medaglia d'argento al campionato europeo 2013.
La stagione successiva, sempre alla guida del VakıfBank Spor Kulübü, è invece ricca di successi: si apre con la vittoria della Supercoppa turca (bissata nel 2014) e del Campionato mondiale per club e si conclude col successo in Coppa di Turchia e in campionato, a cui farà seguito il terzo titolo di campione di Turchia al termine della stagione 2015-16.
Nel gennaio 2015 viene annunciato il termine dell'incarico come allenatore della nazionale tedesca. Pochi giorni dopo viene ufficializzato l'inizio del rapporto con la nazionale femminile olandese: alla guida della formazione oranje raggiunge nel 2015 il terzo personale argento consecutivo ai campionati europei, a cui fa seguito l'anno successivo il quarto posto alle Olimpiadi di Rio de Janeiro. Al termine del 2016, nonostante il contratto in scadenza nel 2020, rassegna le dimissioni da allenatore della selezione olandese per legarsi, a partire dal 3 gennaio 2017, con la nazionale turca.
Il 21 gennaio 2025 la federazione canadese di pallavolo annuncia l'assunzione di Guidetti come capo allenatore della nazionale femminile canadese di pallavolo.

## Palmarès

### Club
- Campionato turco: 8

2012-13, 2013-14, 2015-16, 2017-18, 2018-19, 2020-21, 2021-22, 2024-25
- Coppa di Turchia: 6

2012-13, 2013-14, 2017-18, 2020-21, 2021-22, 2022-23
- Supercoppa italiana: 1

2001
- Supercoppa turca: 5

2013,  2014, 2017, 2021, 2023
- CEV Champions League: 6

2010-11, 2012-13, 2016-17, 2017-18, 2021-22, 2022-23
- Campionato mondiale per club: 4

2013, 2017, 2018, 2021
- Top Teams Cup: 1

2004-05

### Nazionale (competizioni minori)
- Trofeo Valle d'Aosta 2008
- Montreux Volley Masters 2014
- European League 2014
- Montreux Volley Masters 2015

### Premi individuali
- 1997 - Serie A2: Premio Luigi Razzoli - Miglior allenatore
- 2004 - Serie A1: Premio Luigi Razzoli - Miglior allenatore
- 2017 - CEV: Allenatore dell'anno di squadra femminile
- 2022 - CEV: Allenatore dell'anno di squadra femminile
- 2025 - Champions League: Miglior allenatore[12]